# بیل استید
بیل استید (انگلیسی: Bill Stead; July qtr. 1887 – ۵ ژوئن ۱۹۳۹) بازیکن فوتبال اهل بریتانیا بود.
از باشگاه‌هایی که در آن بازی کرده‌است می‌توان به باشگاه فوتبال آبردین، باشگاه فوتبال ساوت‌همپتون، و باشگاه فوتبال لیتون اورینت اشاره کرد.